# 85-я стрелковая дивизия (1-го формирования)
85-я стрелковая дивизия — воинское соединение Вооружённых Сил СССР в Великой Отечественной войне

## История дивизии
Сформирована в июне 1931 года на базе 171-го стрелкового полка 57-й стрелковой дивизии в Челябинске, в составе 13-го Уральского территориального стрелкового корпуса, район комплектования — Башкирская АССР и южная часть Уральской области. 253-й стрелковый полк дислоцировался в Челябинске, 85-й артиллерийский полк — в Златоусте, 254-й и 255-й стрелковые полки дислоцировались в Шадринске и Кургане, также в состав дивизии входили танкетная рота, разведывательная рота (с 1 января 1933 года — отдельный танковый батальон), батальон связи, сапёрный батальон, части снабжения. По состоянию на 1 января 1935 года входила в состав Приволжского военного округа как территориальная дивизия (литер «Б»), летом 1935 года вошла в состав Уральского военного округа.
В январе 1939 года на базе 253-го стрелкового полка дивизии развёрнута 98-я стрелковая дивизия, в сентябре 1939 года 159-я стрелковая дивизия
В действующей армии с 22.06.1941 по 19.09.1941 года.
На 22.06.1941 года дислоцировалась в местечке Солы, неподалёку от Гродно, составляя второй эшелон 4-го стрелкового корпуса.
Была поднята по тревоге 22.06.1941, при этом подъём частей по тревоге проводился под ударами вражеских бомбардировщиков. Командир дивизии, не имея связи с корпусом и армией, распустил учебные сборы и дал команду на вывод частей дивизии в район сосредоточения на реке Лососна.
Дивизия после выхода в район сосредоточения развернулась на рубеже западнее Гродно и вступила в бой с подошедшими передовыми частями противника.
141-й стрелковый полк находился в лагерях у Гродно, поднят по тревоге в 4 часа, занял позиции в трёх километрах западнее Гродно и сразу подвергся жестоким ударам авиации противника. Около 9 часов утра 22.06.1941 года позиции полка атаковали передовые части врага при мощной поддержке артиллерии и миномётов. Около 10 часов полк не выдержал натиска и начал отход на юго-восток.
346-й отдельный зенитно-артиллерийский дивизион с первых минут войны вступил в неравную схватку со вражескими самолётами. Оставшись без снарядов, дивизион был вынужден сам укрыться в лесу, оставив войска без прикрытия.
59-й стрелковый полк был поднят по тревоге, занял позиции на юго-западной окраине Гродно и скоро вступил в бой с отрядами мотоциклистов. Большая часть полка находилась на строительстве укрепрайона и была отрезана от основных сил. После ожесточённых боёв с подошедшей пехотой полк ночью оставил Гродно и отошёл на рубеж реки Свислочь. На этот рубеж отходят части и 103-го стрелкового полка.
223-й гаубичный артиллерийский полк, размещавшийся в лесопарке Румлёво, в 4.15 попал под бомбёжку и понёс первые потери. Заняв оборону западнее Гродно у реки Лососянка, он поддерживает огнём части 103-го стрелкового полка, ведущего боевые действия с подошедшими передовыми отрядами гитлеровцев. Во второй половине дня полк подвергся мощному налёту авиации и понёс большие потери в личном составе, материальной части и лошадях. Вечером был получен приказ командира дивизии — отойти к реке Свислочь и занять оборону. Сдав позиции частям подошедшей ночью 204-й моторизованной дивизии, гаубичный артполк обошёл Гродно с юга и двинулся к Свислочи.
103-й и 141-й стрелковые полки дивизии приняли участие в контрударе на Гродно, точнее на его пригород на левом берегу Немана — Фолюш.
Из воспоминаний участника событий ¹
В ночь на 24 июня <85-я стрелковая> дивизия получила приказ командарма перейти в контрнаступление и взять Гродно. Был дан приказ на марш для сближения с противником. Он проводился в чрезвычайно тяжёлых условиях. Над колоннами частей дивизии почти непрерывно висели фашистские штурмовики и бомбардировщики. И так в течение девяти с половиной часов. От бомб и пулемётного огня штурмовиков колонны понесли очень большие потери, особенно в орудиях, специальных машинах. Потери в людях были менее значительны…В результате активных наступательных действий <мы> выбили немцев с ряда высот и к вечеру 24 июня продвинулись с боями на 4-5 км…"
25.06.1941 года части дивизии ворвались на окраину Гродно, но были вынуждены перейти к обороне на рубеже реки Свислочь, c 26.06.1941 отходит в направлении Мосты, Новогрудок. В районе Вишневец (пригород Гродно) — Солы дивизия понесла очень большие потери. Жители неделями закапывали воинов прямо там, где они были убиты. Так стали появляться безымянные захоронения, а не отдельные могилы. Посёлок Вишневец построен непосредственно на местах захоронений воинов дивизии. ²
Дивизия понесла большие потери в Белостокском котле.
15.07.1941 небольшие остатки дивизии под командованием полковника Скоробогаткина вышли в полосу 172-й сд под Могилёвом
Официально расформирована 19.09.1941 года.

## Полное название
85-я стрелковая ордена Ленина дивизия

## Подчинение
| Дата            | Фронт (округ)  | Армия     | Корпус (группа)       | Примечания |
| --------------- | -------------- | --------- | --------------------- | ---------- |
| 22.06.1941 года | Западный фронт | 3-я армия | 4-й стрелковый корпус |            |

## Состав
- 59-й стрелковый полк
- 103-й стрелковый полк
- 141-й стрелковый полк
- 167-й лёгкий артиллерийский полк
- 223-й гаубичный артиллерийский полк
- 137-й отдельный истребительно-противотанковый дивизион
- 346-й отдельный зенитный артиллерийский дивизион
- 78-й разведывательный батальон
- 130-й сапёрный батальон
- 74-й отдельный батальон связи
- 48-й медико-санитарный батальон
- 69-я отдельная рота химический защиты
- 3-й автотранспортный батальон
- 87-я полевая хлебопекарня
- ??-я полевая почтовая станция
- 620-я полевая касса Госбанка

## Командиры
- Карпов, Михаил Петрович (июнь 1931 — октябрь 1933).
- Резцов, Владимир Ипатьевич (октябрь 1933 — декабрь 1934).
- Кулешов, Александр Демьянович (21.12.1934 — 19.06.1937), комбриг.
- Чибисов, Никандр Евлампиевич (8.08.1937 — апрель 1938), полковник, с 17.02.1938 комбриг
- Поветкин, Степан Иванович (июль — август 1938).
- Бондовский, Александр Васильевич (19.08.1939 — 21.07.1941), комбриг, с 04.06.1940 генерал-майор, кратковременно попадал в плен, но сумел сбежать и вышел к своим.

Начальники штаба
- Чуваков, Никита Емельянович
- Жинько, Яков Иванович, полковник, расстрелян 22 августа 1937.
- Нагайбаков, Измаил Ахметович, полковник, арестован 14 ноября 1938.
- Начштаба, полковник Удальцов Дмитрий Иванович, пропал без вести 1941 г.

## Награды
До ВОВ
- 27.03.1934 — награждена орденом Ленина за особые заслуги в организации активной помощи при строительстве и монтаже Челябинского тракторного завода.

В тексте документа о награждении ни номер дивизии, ни название завода не указаны.